# Liste der Baudenkmäler in Heßdorf
Auf dieser Seite sind die Baudenkmäler in der mittelfränkischen Gemeinde Heßdorf zusammengestellt. Diese Tabelle ist eine Teilliste der Liste der Baudenkmäler in Bayern. Grundlage ist die Bayerische Denkmalliste, die auf Basis des Bayerischen Denkmalschutzgesetzes vom 1. Oktober 1973 erstmals erstellt wurde und seither durch das Bayerische Landesamt für Denkmalpflege geführt wird. Die folgenden Angaben ersetzen nicht die rechtsverbindliche Auskunft der Denkmalschutzbehörde.
 Diese Liste gibt den Fortschreibungsstand vom 9. August 2023 wieder und enthält 36 Baudenkmäler.

## Baudenkmäler nach Ortsteilen

### Heßdorf
| Lage                                                                            | Objekt              | Beschreibung | Akten-Nr.              | Bild           |
| ------------------------------------------------------------------------------- | ------------------- | --- | ---------------------- | -------------- |
| Am Seebach 2 (Standort)                                                         | Sogenannte Schmiede | Eingeschossiger giebelständiger Satteldachbau mit Fachwerkgiebel, 18. Jahrhundert                                              | D-5-72-133-1 Wikidata  | weitere Bilder |
| Am Seebach 2a (Standort)                                                        | Scheune             | Sandsteinquaderbau mit Steilsatteldach, gleichzeitig                                                                           | D-5-72-133-1 Wikidata  | BW             |
| Am Seebach 9 (Standort)                                                         | Wohnhaus            | Eingeschossiger Sandsteinquaderbau mit Satteldach, 1845                                                                        | D-5-72-133-2 Wikidata  | weitere Bilder |
| Am Seebach; Membacher Straße; Nähe Am Seebach; Nähe Membacher Straße (Standort) | Marter              | Sandstein, bezeichnet „1743“                                                                                                   | D-5-72-133-6 Wikidata  | BW             |
| Am Seebach;Nähe Am Seebach;Seebach (Standort)                                   | Martersäule         | Bezeichnet „1745“ | D-5-72-133-31 Wikidata | BW             |
| Hannberger Straße, an der Kreuzung nach Hannberger / Erlanger Straße (Standort) | Marter              | Sandsteinpfeiler und Sandsteinrelief mit Kreuzigungsszene, 15./16. Jh. Jahrhundert , Pfeiler und Aufsatz nicht zusammengehörig | D-5-72-133-7 Wikidata  | weitere Bilder |
| Hannberger Straße 5, vor dem Gemeindezentrum (Standort)                         | Bildstock           | Rechtecksockel mit rundem Schaft und vierseitigem Aufsatz, Sandstein, 18. Jahrhundert                                          | D-5-72-133-8 Wikidata  | weitere Bilder |

### Hannberg
| Lage | Objekt                                                      | Beschreibung | Akten-Nr.              | Bild           |
| --- | ----------------------------------------------------------- | --- | ---------------------- | -------------- |
| Batzenäcker; an der Abzweigung Schulstraße versetzt (Standort)                                                                                         | Kreuzigungsgruppe                                           | Kruzifixus mit Assistenzfiguren, Gitterzaun, spätes 19. Jahrhundert | D-5-72-133-38 Wikidata | weitere Bilder |
| Batzenweiher; Batzenäcker; St 2240; An der Weggabelung Klebheim-Niederlindach (Standort)                                                               | Martersäule                                                 | Bezeichnet „1844“ | D-5-72-133-19 Wikidata | BW             |
| Binsberg; Ecke Röhracher Straße/Raiffeisenstraße (Standort)                                                                                            | Bildstock                                                   | Rechteckiger Schaft auf rechteckigem Fundament, mit rechteckigem Aufsatz mit Kreuzigungsrelief, Sandstein, spätgotisch, 16. Jahrhundert | D-5-72-133-43 Wikidata | weitere Bilder |
| In Hannberg; Nähe Röhracher Straße; Röhracher Straße; Röhracher Straße 6; am östlichen Ortsausgang (Standort)                                          | Kellereingänge                                              | Aus Sandsteinquadern gemauerte Zugänge, 17.–19. Jahrhundert | D-5-72-133-16 Wikidata | weitere Bilder |
| Kirchenplatz, auf dem Hauptplatz vor dem Eingang zur Kirchenburg (Standort)                                                                            | Bildstock                                                   | profilierte Sandsteinstele mit ädikulaartigem Aufsatz mit Reliefdarstellungen, bezeichnet „1575“ | D-5-72-133-15 Wikidata | weitere Bilder |
| Kirchenplatz 1 (Standort) | Gasthof Baumüller                                           | Zweigeschossiger Satteldachbau aus Sandsteinquadern, bezeichnet „1838“ | D-5-72-133-9 Wikidata  | weitere Bilder |
| Kirchenplatz 1 (Standort) | Kruzifix                                                    | Stufenpodest mit profiliertem Sandsteinwürfel und Steinkreuz mit steinernem Corpus, gleichzeitig | D-5-72-133-9 Wikidata  | weitere Bilder |
| Kirchenplatz 4, innerhalb der Kirchenburganlage (Standort)                                                                                             | Pfarrhaus                                                   | Zweigeschossiger traufständiger Satteldachbau mit Schopf und reichem Fachwerkobergeschoss und -giebel, Sandsteinerdgeschoss mit bossierter Eckquaderung, bezeichnet „1711“ | D-5-72-133-11 Wikidata | weitere Bilder |
| Kirchenplatz 4 (Standort) | Einfriedung                                                 | Sandsteinquadermauer mit rechteckigen Sandsteinpfosten mit Kugelaufsätzen, 18. Jh. | D-5-72-133-11          | weitere Bilder |
| Hannberg 6; In Hannberg; Kellerweg 4; Kirchenplatz 4; Kirchenplatz 5; Kirchenplatz 6; Kirchenplatz 7; Nähe Kellerweg; Nähe Röhracher Straße (Standort) | Kirchenburg                                                 | Kirchenburg, regelmäßiger rechteckiger Bering mit fünf Türmen, Buckelquader mit Schlüsselöffnungen, um 1500, vielleicht von Hans Behaim dem Älteren | D-5-72-133-13 Wikidata | weitere Bilder |
| Hannberg 6 (Standort) | Ölbergkapelle in der Kirchenburg                            | im Erdgeschoss des südlichen Rechteckturms, um 1500 | D-5-72-133-13 Wikidata | weitere Bilder |
| Kirchenplatz 5, im südwestlichen Bereich (Standort) | Torbau sowie schmale Wohn- und Lagergebäude der Kirchenburg | bezeichnet „1740“ | D-5-72-133-13 Wikidata | weitere Bilder |
| Kirchenplatz 7 (Standort) | Katholische Pfarrkirche Mariä Geburt und St. Katharina      | Wehrkirche im befestigten Kirchhof, mittelalterliche Chorturmanlage, Sandsteinquaderlanghaus mit Satteldach, Volutengiebel und Pilastergliederung, viergeschossiger Chorturm mit gotischen Friesen, Ecktürmchen und Spitzhelm, Turm 2. Hälfte 15. Jahrhundert, Langhaus 1721; mit Ausstattung | D-5-72-133-12 Wikidata | weitere Bilder |
| Kirchenplatz 7, in der Kirchenburg (Standort) | Martersäule                                                 | mehrteilige, aufwendig gestaltete Sandsteinstele mit Podest, Säulenschaft und zwei Ädikulen, barock, wohl 17. Jahrhundert | D-5-72-133-18 Wikidata | weitere Bilder |
| Kirchensteig 1, 3 (Standort) | Figurengruppe: Kruzifix                                     | Natursteinkruzifix auf Sandsteinsockel, bezeichnet „1947“ | D-5-72-133-42 Wikidata | weitere Bilder |
| Kirchensteig 1, 3 (Standort) | Figurengruppe: vier Heiligenfiguren                         | weibliche Kunststeinskulpturen auf jeweils eigenem Sandsteinpodest, Ende 19. Jh., vom aufgelassenen Friedhof im Kirchhof | D-5-72-133-42 Wikidata | weitere Bilder |
| Leibel; südlich des Ortes neben der Straße nach Erlangen (Standort)                                                                                    | Steinkreuz, sogenanntes Pflugreutmarterl                    | Sandstein, 17. Jahrhundert | D-5-72-133-17 Wikidata | weitere Bilder |
| Niederlindacher Straße 3 (Standort) | Wohnhaus mit Laden                                          | zweigeschossiger Sandsteinquaderbau mit Walmdach und Stockwerkgesims, Mitte 19. Jahrhundert | D-5-72-133-14 Wikidata | weitere Bilder |

### Hesselberg
| Lage | Objekt                          | Beschreibung | Akten-Nr.              | Bild           |
| --- | ------------------------------- | --- | ---------------------- | -------------- |
| Neuhauser Straße 17 (Standort)                                                                              | Bauernanwesen: Wohnstallhaus    | eingeschossiger, giebelständiger Mansarddachbau mit Satteldachzwerchhaus, Fachwerkladegaube, Eckpilastern und Gesimsgliederung, um 1908  | D-5-72-133-21 Wikidata | weitere Bilder |
| Neuhauser Straße 15 (Standort)                                                                              | Bauernanwesen: Austragshaus     | eingeschossiger, giebelständiger Satteldachbau mit Eckpilastern und Gesimsgliederung, 1. Viertel 19. Jh.                                 | D-5-72-133-21          | BW             |
| Neuhauser Straße 17 (Standort)                                                                              | Bauernanwesen: Hoftor           | Rechteckpfeiler mit halbrunden Abschlüssen, 19. Jh.                                                                                      | D-5-72-133-21          | BW             |
| Neuhauser Straße 22 (Standort)                                                                              | Katholische Kapelle St. Ottilia | Sandsteinquaderbau mit Satteldach, dreiseitigem Abschluss und Fassadenturm mit Spitzhelm, neugotisch, bezeichnet „1877“; mit Ausstattung | D-5-72-133-22 Wikidata | weitere Bilder |
| Neuhauser Straße; Mohrhofer Straße; Ortseingang Hesselberg, Kreuzung Neuhauser/Dannberger Straße (Standort) | Wegkreuz                        | Sandsteinsockel mit Kruzifix, umgeben von Gitterzaun, 19. Jahrhundert, (Kreuz 1990 erneuert)                                             | D-5-72-133-41 Wikidata | weitere Bilder |

### Klebheim
| Lage                            | Objekt   | Beschreibung                                                                     | Akten-Nr.              | Bild           |
| ------------------------------- | -------- | -------------------------------------------------------------------------------- | ---------------------- | -------------- |
| Höchstadter Straße 3 (Standort) | Kruzifix | Gusseisernes Kruzifix mit Assistenzfigur, auf Sandsteinsockel, bezeichnet „1874“ | D-5-72-133-23 Wikidata | weitere Bilder |

### Mittelmembach
| Lage                                                              | Objekt                   | Beschreibung                                                                                           | Akten-Nr.              | Bild           |
| ----------------------------------------------------------------- | ------------------------ | --- | ---------------------- | -------------- |
| Mittelmembach 11 (Standort)                                       | Ehemaliges Wohnstallhaus | eingeschossiger, teilverputzter Fachwerkbau mit einseitig abgewalmten Satteldach, Ende 18. Jahrhundert | D-5-72-133-24 Wikidata | weitere Bilder |
| Mittelmembach 11 (Standort)                                       | Kruzifix                 | Holzkreuz mit farbig gefasstem Corpus, 1. Drittel 18. Jh.; am Ostgiebel                                | D-5-72-133-24          | BW             |
| Mittelmembach 16, im Dorf vor Neubau (Mittelmembach 5) (Standort) | Kruzifix                 | Gusseisenkreuz auf hohem Sandsteinsockel, drittes Viertel 19. Jahrhundert                              | D-5-72-133-25 Wikidata | weitere Bilder |

### Niederlindach
| Lage                                                                                    | Objekt            | Beschreibung                                                                                         | Akten-Nr.              | Bild           |
| --------------------------------------------------------------------------------------- | ----------------- | --- | ---------------------- | -------------- |
| Altenberg, an der Straße zwischen Niederlindach und Hesselberg, am Altenberg (Standort) | Wegkreuz          | Kruzifix auf Inschriftensockel, mit Gitterzaun, 19. Jahrhundert, Corpus modern                       | D-5-72-133-39 Wikidata | weitere Bilder |
| Altenberg, an der Straße zwischen Niederlindach und Hesselberg (Standort)               | Mariensäule       | hoher, gotisierend profilierter Steinpfeiler mit Steinfigur der hl. Maria, zugehörig Eisengitterzaun | D-5-72-133-40 Wikidata | weitere Bilder |
| Klebheimer Straße 1 (Standort)                                                          | Stadel            | Fachwerk, 18. Jahrhundert                                                                            | D-5-72-133-27 Wikidata | weitere Bilder |
| Nähe Dannberger Weg; an der Kreuzung Klebheimer Straße/Dannberger Weg (Standort)        | Kreuzigungsgruppe | Lebensgroße Figuren auf gemeinsamem Sockel, Sandstein, bezeichnet „1790“                             | D-5-72-133-30 Wikidata | weitere Bilder |
| Ringstraße 8 (Standort)                                                                 | Hausfigur         | farbig gefasste Sandsteinskulptur der Maria mit Jesuskind, in Rundbogennische, 18./19. Jahrhundert   | D-5-72-133-28 Wikidata | weitere Bilder |
| Ringstraße 13 (Standort)                                                                | Wohnstallhaus     | Eingeschossiger Sandsteinquaderbau mit Satteldach                                                    | D-5-72-133-29 Wikidata | weitere Bilder |
| Ringstraße 13 (Standort)                                                                | Scheune           | zweite Hälfte 19. Jahrhundert                                                                        | D-5-72-133-29          | BW             |

### Obermembach
| Lage                                            | Objekt                           | Beschreibung | Akten-Nr.              | Bild           |
| ----------------------------------------------- | -------------------------------- | --- | ---------------------- | -------------- |
| Sandäcker, am westlichen Ortsausgang (Standort) | Katholische Kapelle St. Valentin | rechteckiger Sandsteinquaderbau mit abgewalmten Satteldach und Dachreiter, erste Hälfte 18. Jahrhundert; mit Ausstattung | D-5-72-133-32 Wikidata | weitere Bilder |

### Röhrach
| Lage                                                                                               | Objekt      | Beschreibung                                                                                        | Akten-Nr.              | Bild           |
| -------------------------------------------------------------------------------------------------- | ----------- | --------------------------------------------------------------------------------------------------- | ---------------------- | -------------- |
| Die Klinger; 300 m westlich des Ortes, an der Kreisstraße zwischen Hannberg und Röhrach (Standort) | Bildstock   | Schlichter runder Schaft mit vierseitigem Aufsatz, Sandstein, Ende 17. Jahrhundert                  | D-5-72-133-33 Wikidata | weitere Bilder |
| Bruckäckerweg 1 a; am nördlichen Ortsausgang, im Anwesen Bruckäckerweg 1a (Standort)               | Martersäule | Leicht gebauchter Schaft mit Volutenkapitell und vierseitigem Aufsatz, Sandstein, bezeichnet „1850“ | D-5-72-133-34 Wikidata | weitere Bilder |

### Untermembach
| Lage                                                        | Objekt      | Beschreibung | Akten-Nr.              | Bild           |
| ----------------------------------------------------------- | ----------- | --- | ---------------------- | -------------- |
| Kosbacher Weg (Standort)                                    | Bildstock   | Würfelsockel mit gedrungenem Schaft und vierseitigem Aufsatz, Sandstein, bezeichnet „1799“                                   | D-5-72-133-35 Wikidata | weitere Bilder |
| Alte Membacher Straße, am Weg nach Mittelmembach (Standort) | Martersäule | Rechteckiger Sockel mit kurzem Schaft, würfelförmigem Zwischenstück und vierseitigem Aufsatz, Sandstein, 17./18. Jahrhundert | D-5-72-133-36 Wikidata | weitere Bilder |

## Ehemalige Baudenkmäler
| Lage                          | Objekt                                                 | Beschreibung                                                        | Akten-Nr.              | Bild           |
| ----------------------------- | ------------------------------------------------------ | ------------------------------------------------------------------- | ---------------------- | -------------- |
| Hesselberg Mohrhofer Straße 8 | Hierzu am Nebengebäude Rest eines eingeschossigen Baus | Mit Schweifgiebel, wohl 16./17. Jahrhundert; nicht nachqualifiziert | D-5-72-133-20 Wikidata | weitere Bilder |